# 阿莱涅
阿莱涅（法語：Alaigne，法語發音：[alɛɲ] ⓘ）是法国奥德省的一个市镇，属于利穆区。

## 地理
阿莱涅（43°6'5"N, 2°5'28"E）面积13.86 平方千米，位于法国奧克西塔尼大區奥德省，该省份为法国南部沿海省份，北起塔恩省，西北接上加龙省，西接阿列日省，南至东比利牛斯省，东临地中海，东北与埃罗省接壤。
与阿莱涅接壤的市镇（或旧市镇、城区）包括：贝勒加德迪拉泽斯、贝尔韦兹迪拉泽斯、多纳扎克、卢皮亚、蒙托、鲁捷、维勒隆格多德。

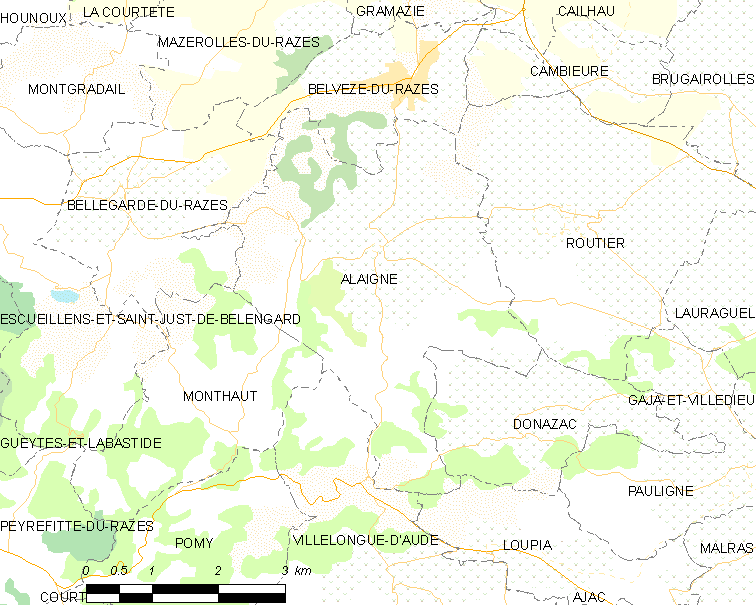
阿莱涅的OSM定位图

阿莱涅的时区为UTC+01:00、UTC+02:00（夏令时）。

## 行政
阿莱涅的邮政编码为11240，INSEE市镇编码为11004。

## 政治
阿莱涅所属的省级选区为拉皮耶日欧拉泽斯县。

## 人口

1962-2008年间阿莱涅人口变化图示

阿莱涅于2022年1月1日时的人口数量为331人。